# Харківський електромеханічний технікум транспортного будівництва
Харківський  політехнічний фаховий коледж (раніше Харківський державний політехнічний  коледж або Харківський ордена «Знак Пошани» електромеханічний технікум транспортного будівництва) — державний вищий навчальний заклад І рівня акредитації, підпорядкований Міністерству освіти і науки України та розташований у Харкові.
За радянських часів був відзначений орденом «Знак Пошани».

## Історія

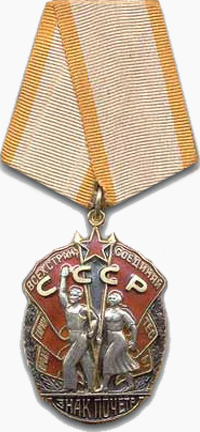
Технікум відзначено орденом «Знак Пошани»

## Структура, спеціальності
Коледж проводить підготовку фахівців з таких спеціальностей::
- 123 Комп`ютерна інженерія
  - Обслуговування комп'ютерних систем і мереж (9 кл.)
- 141 Електроенергетика, електротехніка та електромеханіка
  - Обслуговування та ремонт електроустаткування автомобілів і тракторів (9 кл.)
  - Монтаж і експлуатація електроустаткування підприємств і цивільних споруд (9/11 кл.)
  - Мехатроніка та робототехніка (9/11 кл.)
  - Енергетичний менеджмент (9 кл.)
- 174 Автоматизація, комп’ютерно- інтегровані технології та робототехніка
  - Обслуговування інтелектуальних інтегрованих систем (9 кл.)
- 192 Будівництво та цивільна інженерія
  - Монтаж, обслуговування устаткування і систем газопостачання (9 кл.)

- 273 Залізничний транспорт
- Монтаж, обслуговування та ремонт автоматизованих систем керування рухом на залізничному транспорті

## Відомі випускники
- Степан Васильович Гризодубов — один з перших українських авіаконструкторів та льотчиків, 1904 рік випуску.
- Євгеній Ігорович Соколов — майстер спорту України зі стрибків на батуті, чемпіон технікуму по кульовій стрільбі 2012,чемпіон технікуму з гирьового спорту 2013, бронзовий призер технікуму з гирьового спорту 2014, студент Національного юридичного університету ім. Ярослава Мудрого (Інститут підготовки кадрів для органів юстиції)(2018).Курсовий офіцер Інституту МПЗ Національної академії сухопутних військ ім.гетьмана Петра Сагайдачного. Закінчив технікум у 2015 році за спеціальністю  Монтаж, обслуговування та ремонт автоматизованих систем керування рухом на залізничному транспорті.
- Шестопалюк Олександр Васильович — український педагог, академік АН вищої освіти України, доктор педагогічних наук, професор, заслужений працівник освіти України.